# Tm 2/2

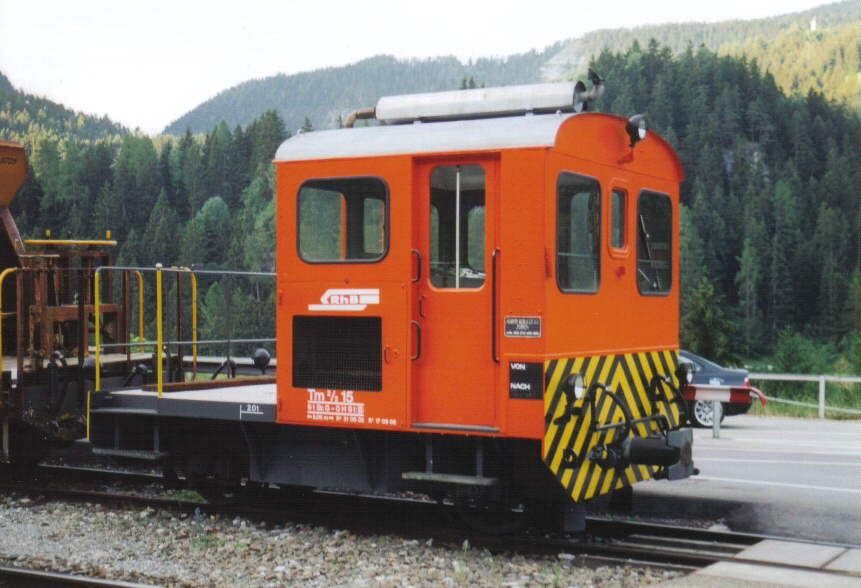
Tm 2/2 15 (RhB)

Als Tm 2/2 werden dieselbetriebene Traktoren (Kleinlokomotiven) verschiedener Schweizer Bahnen bezeichnet. Das Achsverhältnis 2/2 wird aber nur selten am Fahrzeug angeschrieben. In der Regel lautet die Bezeichnung nur Tm, da für diese Fahrzeugart die zweiachsige Ausführung Standard ist.

## Tm 2/2 der Lötschbergbahn (BLS)
Bei der BLS Lötschbergbahn gibt es ein normalspuriges, 1997 bei der Fusion mit der SEZ übernommenes Fahrzeug mit der Bezeichnung Tm 2/2 75. Es wurde 1953 gebaut und erreicht 30 km/h. Die Leistung liegt bei 60 kW, das Dienstgewicht bei 15 t.

## Tm 2/2 der Montreux-Berner Oberland-Bahn (MOB)
Die Montreux-Berner Oberland-Bahn (MOB) besitzt oder besass vier Stück mit den Nummern Tm 2/2 1 bis 4. Nummer 1 wurde bereits 1941 in Betrieb genommen, jedoch 1995 abgestellt. Die Tm 2/2 2 und 3 wurden 1983 und 1984 angeschafft und sind heute in Chernex stationiert. Jüngstes Exemplar ist der 1995 von der Rhätischen Bahn (RhB) (ehemals Xm 2/2 9913) übernommene selbstfahrende Fahrleitungswagen Tm 2/2 4. Er ist in Les Avants beheimatet. An sich wäre die frühere RhB-Typenbezeichnung Xm korrekter für dieses Fahrzeug.

## Tm 2/2 der Rhätischen Bahn (RhB)
siehe Hauptartikel RhB Tm 2/2

## Köf II als Tm 2/2
Nach Ausmusterung der Köf II bei der Deutschen Bundesbahn haben diverse Betriebe und Bahngesellschaften diese Lokomotiven ab 1990 erworben. Mehrere Loks wurden bei der Südostbahn immatrikuliert, eine davon erwarb die Bahn selbst und setzt sie, nun als Tm 236 008-9, immer noch ein. Ein Fahrzeug ist bei VVT und dort als "Tm 2/2 Köf II" bezeichnet.